# 世界で最も影響力のある人物
アメリカのビジネス誌であるフォーブスは、2009年から世界で最も影響力のある人物（英: The World's Most Powerful People）を発表している。本稿は、世界で最も影響力のある人物に選定された人物の一覧である。
なお、選定はその人物が動かせる人的資産・財産のみならず、影響力やその行使の度合いをも考慮されており、毎年、世界の総人口1億人に対し一人選ばれている。

## 一覧
| 序列 | 人物                                   | 職務                                           |
| ---- | -------------------------------------- | ---------------------------------------------- |
| 1    | 習近平                                 | 中国共産党総書記                               |
| 2    | ウラジーミル・プーチン                 | ロシア連邦大統領                               |
| 3    | ドナルド・トランプ                     | アメリカ合衆国大統領                           |
| 4    | アンゲラ・メルケル                     | 連邦首相 (ドイツ)                              |
| 5    | ジェフ・ベゾス                         | Amazon.comの取締役会長兼社長                   |
| 6    | / フランシスコ                         | ローマ教皇                                     |
| 7    | ビル・ゲイツ                           | マイクロソフト社の共同創業者兼元会長           |
| 8    | サルマーン・ビン・アブドゥルアズィーズ | サウジアラビア国王                             |
| 9    | ナレンドラ・モディ                     | インドの首相                                   |
| 10   | ラリー・ペイジ                         | Googleの共同創業者、Alphabetの最高経営責任者   |
| 11   | ジェローム・パウエル                   | 連邦準備制度理事会議長                         |
| 12   | エマニュエル・マクロン                 | フランス大統領                                 |
| 13   | マーク・ザッカーバーグ                 | Facebookの創業者、最高経営責任者               |
| 14   | テリーザ・メイ                         | イギリスの首相                                 |
| 15   | 李克強                                 | 中国国務院総理                                 |
| 16   | ウォーレン・バフェット                 | バークシャー・ハサウェイの会長兼最高経営責任者 |
| 17   | アリー・ハーメネイー                   | イランの最高指導者                             |
| 18   | マリオ・ドラギ                         | 欧州中央銀行総裁                               |
| 19   | ジェームズ・ダイモン                   | JPモルガン・チェースの会長兼最高経営責任者     |
| 20   | カルロス・スリム                       | テルメックスの会長                             |

| 序列 | 人物                                   | 職務                                           |
| ---- | -------------------------------------- | ---------------------------------------------- |
| 1    | ウラジーミル・プーチン                 | ロシア連邦大統領                               |
| 2    | ドナルド・トランプ                     | アメリカ合衆国大統領                           |
| 3    | アンゲラ・メルケル                     | 連邦首相 (ドイツ)                              |
| 4    | 習近平                                 | 中国共産党総書記                               |
| 5    | / フランシスコ                         | ローマ教皇                                     |
| 6    | ジャネット・イエレン                   | 連邦準備制度理事会議長                         |
| 7    | ビル・ゲイツ                           | マイクロソフト社の共同創業者兼元会長           |
| 8    | ラリー・ペイジ                         | Googleの共同創業者、Alphabetの最高経営責任者   |
| 9    | ナレンドラ・モディ                     | インドの首相                                   |
| 10   | マーク・ザッカーバーグ                 | Facebookの創業者、最高経営責任者               |
| 11   | マリオ・ドラギ                         | 欧州中央銀行総裁                               |
| 12   | 李克強                                 | 中国国務院総理                                 |
| 13   | テリーザ・メイ                         | イギリスの首相                                 |
| 14   | ジェフ・ベゾス                         | Amazon.comの取締役会長兼社長                   |
| 15   | ウォーレン・バフェット                 | バークシャー・ハサウェイの会長兼最高経営責任者 |
| 16   | サルマーン・ビン・アブドゥルアズィーズ | サウジアラビア国王                             |
| 17   | カルロス・スリム                       | テルメックスの会長                             |
| 18   | アリー・ハーメネイー                   | イランの最高指導者                             |
| 19   | ジェームズ・ダイモン                   | JPモルガン・チェースの会長兼最高経営責任者     |
| 20   | ベンヤミン・ネタニヤフ                 | イスラエル首相                                 |

| 序列 | 人物                                   | 職務                                           |
| ---- | -------------------------------------- | ---------------------------------------------- |
| 1    | ウラジーミル・プーチン                 | ロシア連邦大統領                               |
| 2    | アンゲラ・メルケル                     | 連邦首相 (ドイツ)                              |
| 3    | バラク・オバマ                         | アメリカ合衆国大統領                           |
| 4    | / フランシスコ                         | ローマ教皇                                     |
| 5    | 習近平                                 | 中国共産党総書記                               |
| 6    | ビル・ゲイツ                           | マイクロソフト社の共同創業者兼元会長           |
| 7    | ジャネット・イエレン                   | 連邦準備制度理事会議長                         |
| 8    | デーヴィッド・キャメロン               | イギリスの首相                                 |
| 9    | ナレンドラ・モディ                     | インドの首相                                   |
| 10   | ラリー・ペイジ                         | Googleの共同創業者、最高経営責任者             |
| 11   | マリオ・ドラギ                         | 欧州中央銀行総裁                               |
| 12   | 李克強                                 | 中国国務院総理                                 |
| 13   | ウォーレン・バフェット                 | バークシャー・ハサウェイの会長兼最高経営責任者 |
| 14   | サルマーン・ビン・アブドゥルアズィーズ | サウジアラビア国王                             |
| 15   | カルロス・スリム                       | テルメックスの会長                             |
| 16   | フランソワ・オランド                   | フランス大統領                                 |
| 17   | ジェフ・ベゾス                         | Amazon.comの取締役会長兼社長                   |
| 18   | アリー・ハーメネイー                   | イランの最高指導者                             |
| 19   | マーク・ザッカーバーグ                 | Facebookの創業者、最高経営責任者               |
| 20   | ジェームズ・ダイモン                   | JPモルガン・チェースの会長兼最高経営責任者     |